# زاروبژنفت
زاروبژنفت (روسی: Зарубежнефть) شرکت دولتی نفت و گاز روسی است، که در سال ۱۹۶۷ تأسیس شد.